# AGF Videoforschung
Die AGF Videoforschung GmbH (AGF steht für Arbeitsgemeinschaft Videoforschung; bis 2017 Arbeitsgemeinschaft Fernsehforschung) ist ein Zusammenschluss von Fernseh- und Streaminganbietern in Deutschland, in deren Auftrag die Einschaltquoten und Reichweiten im deutschen Bewegtbildmarkt gemessen werden. Die AGF erfasst kontinuierlich und quantitativ die Nutzung von Bewegtbildinhalten und wertet die erhobenen Daten aus. Ihr Sitz ist Frankfurt am Main.

## Geschichte
Mit dem Sendebeginn des ZDF startet am 1. April 1963 auch die kontinuierliche Fernsehzuschauerforschung in Deutschland. Nach Einführung des werbefinanzierten Privatfernsehens 1984 in Deutschland wurde 1985 erstmals das Marktforschungsunternehmen GfK mit der Zuschauerforschung beauftragt. Im Jahr 1988 wurde die Arbeitsgemeinschaft Fernsehforschung (AGF) gegründet.
2017 wurde die Arbeitsgemeinschaft Fernsehforschung in Arbeitsgemeinschaft Videoforschung GmbH umfirmiert. Mit der Umbenennung ging eine Umstrukturierung des Unternehmens einher und ein neues Lizenzmodell wurde eingeführt, damit auch die Streamingdaten in der Erhebung der Einschaltquoten berücksichtigt werden.
Seit 2020 erstellt die AGF den Convergence Monitor, der die Digitalisierung der Mediennutzung durch Umfragen beobachtet. Bis dahin wurden diese Studien seit 2008 von der ARD-Werbung Sales & Services, Discovery und der Mediengruppe RTL Deutschland erstellt.

## Organisation
Die Geschäftsführung der AGF Videoforschung verantwortet die strategische Entwicklung und die operativen Projekte in der TV- und Videomessung. Im Januar 2019 hat Kerstin Niederauer-Kopf den Vorsitz übernommen und leitet gemeinsam mit Anke Weber das Forschungsunternehmen.
Gesellschafter sind die öffentlich-rechtlichen Sendeanstalten der ARD und des ZDF, sowie die ProSiebenSat.1-Gruppe, die Mediengruppe RTL Deutschland (Bertelsmann), Sky Deutschland, Discovery Communications Deutschland, Viacom, WeltN24 und Sport 1.
Sender, die nicht Gesellschafter sind, können im Rahmen einer Lizenzvereinbarung von der AGF Daten beziehen.
Im Mai 2023 übernahm Matthias Eckert, Leiter der Medienforschung des Hessischen Rundfunks, als Gesellschaftsvertreter der ARD den Vorsitz der AGF-Gesellschafterversammlung.

## Aufgaben
Eine wesentliche Aufgabe ist die Durchführung und Weiterentwicklung der kontinuierlichen quantitativen Erfassung der Nutzung von Bewegtbildinhalten in Deutschland einschließlich der Erhebung und Auswertung der Daten.
Inhaltlich entscheidet die AGF nicht nur über Veränderungen im so genannten Panel, also der statistischen Basis der Zuschauererhebungen (z. B. die Einbeziehung ausländischer Einwohner), sondern auch über die Veröffentlichung der Zahlen. Sender, die nicht Mitglied sind, haben nicht per se das Recht, ihre im Zuge der Gesamterhebung ebenfalls ermittelten Einschaltquoten auszuwerten.
Seit Anfang 2016 veröffentlicht die AGF tägliche Hitlisten ausgewählter Sendungen sowie monatliche Marktanteile.
Im Januar 2024 wurde ein neuer Bereich Client Success & Data Consultancy geschaffen, der sich auf die Beratung von Kunden im Umgang mit AGF-Daten und Analysemöglichkeiten fokussiert.